# ایتانو، توکوشیما
ایتانو، توکوشیما (به لاتین: Itano, Tokushima) یک منطقهٔ مسکونی در ژاپن است که در استان توکوشیما واقع شده‌است. ایتانو  ۱۴٬۶۷۲ نفر جمعیت دارد.